# Carl Röver

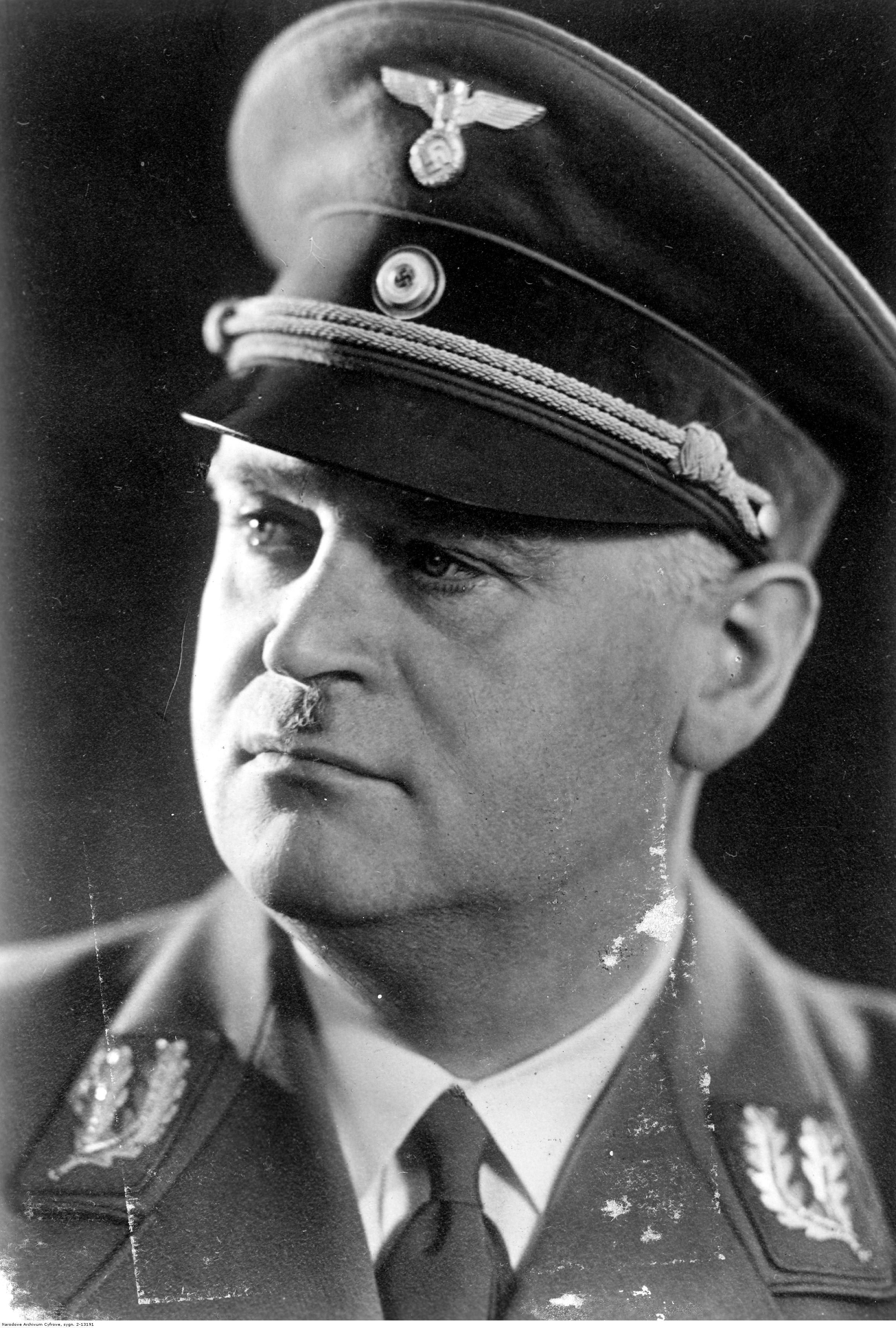
Carl Röver, undatierte Fotografie

Carl Georg Röver (* 12. Februar 1889 in Lemwerder; † 15. Mai 1942 in Berlin) war NSDAP-Leiter des Gaus Weser-Ems, der im Wesentlichen die Stadt Bremen und den Freistaat Oldenburg umfasste. In Personalunion war er „Reichsstatthalter“ für Oldenburg und Bremen.

## Biografie
Röver war der Sohn eines Verkäufers und Kaufmannes. Er besuchte die Volks- und Mittelschule in Oldenburg und absolvierte eine kaufmännische Lehre bei einer Kaffeefirma in Bremen. Von 1911 bis 1913 arbeitete er auf einer Faktorei in der deutschen Kolonie Kamerun, wo er an Malaria erkrankte, an deren Folgen er zeitlebens litt. 1915 heiratete er Marie Hermine Tebben, mit der er zwei Söhne und eine Tochter hatte. Ein Sohn verstarb bei der Geburt, der zweite Sohn im Alter von zweieinhalb Jahren an einer Hirnhautentzündung. Seine Frau verstarb 1920 an Tuberkulose. Ein Jahr nach ihrem Tod heiratete er seine zweite Frau Irma Kemmler, mit der er keine Kinder hatte.
Bei Ausbruch des Ersten Weltkrieges meldete er sich freiwillig zur Infanterie. 1916 wurde er in die Propagandaabteilung der Obersten Heeresleitung versetzt. Nach Kriegsende wurde er 1923 Mitglied der NSDAP. Als diese nach dem Hitlerputsch mit Erlass vom 23. November 1923 verboten wurde, betätigte er sich im „Völkisch-Sozialen Block“. Nach der Wiederzulassung der NSDAP wurde er Ortsgruppenleiter in Oldenburg und drei Jahre später Gauleiter für Weser-Ems. 1928 bis 1932 war er Abgeordneter des Oldenburgischen Landtags.
Nachdem die NSDAP bei der Reichstagswahl 1930 (14. September) 18,3 Prozent der Wählerstimmen erhalten hatte, zog Röver als NSDAP-Abgeordneter in den Reichstag ein.
Bei der Oldenburgischen Landtagswahl am 29. Mai 1932 erhielt die NSDAP mit 48,5 % der Stimmen eine absolute Mehrheit (24 von 46) der Parlamentssitze. Am 16. Juni wurde Röver zum Ministerpräsidenten des Freistaates Oldenburg gewählt. Das Kabinett Röver amtierte bis zum 5./6. Mai 1933.
Am 5. oder 6. Mai 1933 ernannte Hitler Röver zum Reichsstatthalter für Bremen und Oldenburg.
Röver war überzeugter Antisemit, Rassist und Antidemokrat. So nannte er den Besuch des afrikanischen Pastors Robert Kwami am 20. September 1932 in der Oldenburger Lambertikirche eine „Schande für die weiße Rasse“ – der Beginn der Kwami-Affäre. Als 1936 der oldenburgische Minister für Kirchen und Schulen, Julius Pauly, einen Erlass herausgab, der besagte, dass aus allen staatlichen Gebäuden und damit auch aus den katholischen Konfessionsschulen die Kreuze entfernt werden sollten, zwangen mehrere aufgebrachte Delegationen aus dem katholisch geprägten Oldenburger Münsterland den Gauleiter, diesen Erlass wieder zurückzunehmen.
Röver galt als ein Verehrer des Heimatschriftstellers August Hinrichs. Ein besonderes Anliegen war Röver, selbst gebürtiger Stedinger, die Heroisierung und ideologische Ausschlachtung des Stedinger Freiheitskampfes. Er veranlasste, dass in der Gemeinde Ganderkesee im Ortsteil Bookholzberg ein Freilichttheater gebaut wurde, das den Beinamen Stedingsehre erhielt und auf dem 1935 und 1937 Hinrichs Theaterstück De Stedinge aufgeführt wurde. Röver bezeichnete das Theater danach gerne als „Oberammergau des Nordens“.
Rövers Politik war wenig erfolgreich. Einige seiner Projekte scheiterten, und er geriet nach und nach innerparteilich ins Hintertreffen.
Im Dezember 1937 kam Rövers Wagen von einer vereisten Reichsautobahn ab und stürzte in einen Graben. Von den Verletzungen (darunter eine Gehirnerschütterung) erholte er sich nur langsam; seine Malaria-Erkrankung schwächte ihn zusätzlich. Er erholte sich davon nie, und später wurde bei ihm eine progressive Paralyse („Gehirnerweichung“) diagnostiziert.
Im Frühjahr 1942 verfasste er unter Mithilfe seines Sekretärs Heinrich Walkenhorst eine Denkschrift, die als sein politisches Testament angesehen werden kann. Darin skizzierte er die Lage der NSDAP und machte Vorschläge zur Lösung parteiinterner Konflikte. Zudem machte er Vorschläge zur Neustrukturierung des Dritten Reichs nach dem Zweiten Weltkrieg. Zwei Wochen vor seinem Tod äußerte er, direkt aus Berlin kommend, seiner Frau, seiner Tochter und deren Freundin gegenüber, er habe sich mit Himmler und Goebbels überworfen.

„Berlin ist ein Saustall, wir werden den Krieg verlieren.“

Anfang Mai 1942 wurde er von Hitlers Leibarzt Theo Morell abgeholt und nach Berlin gebracht. Am 13. Mai 1942 erfolgte nach seiner Einweisung in die Berliner Charité eine Begutachtung durch Karl Brandt und Max de Crinis, den Direktor der Psychiatrischen und Nervenklinik der Charité. Nach Behandlung mit Skopolamin und Morphium starb Röver zwei Tage später nach offizieller Angabe an „Lungenentzündung“,; es gab auch Gerüchte über einen Euthanasie-Mord oder einen Suizid.

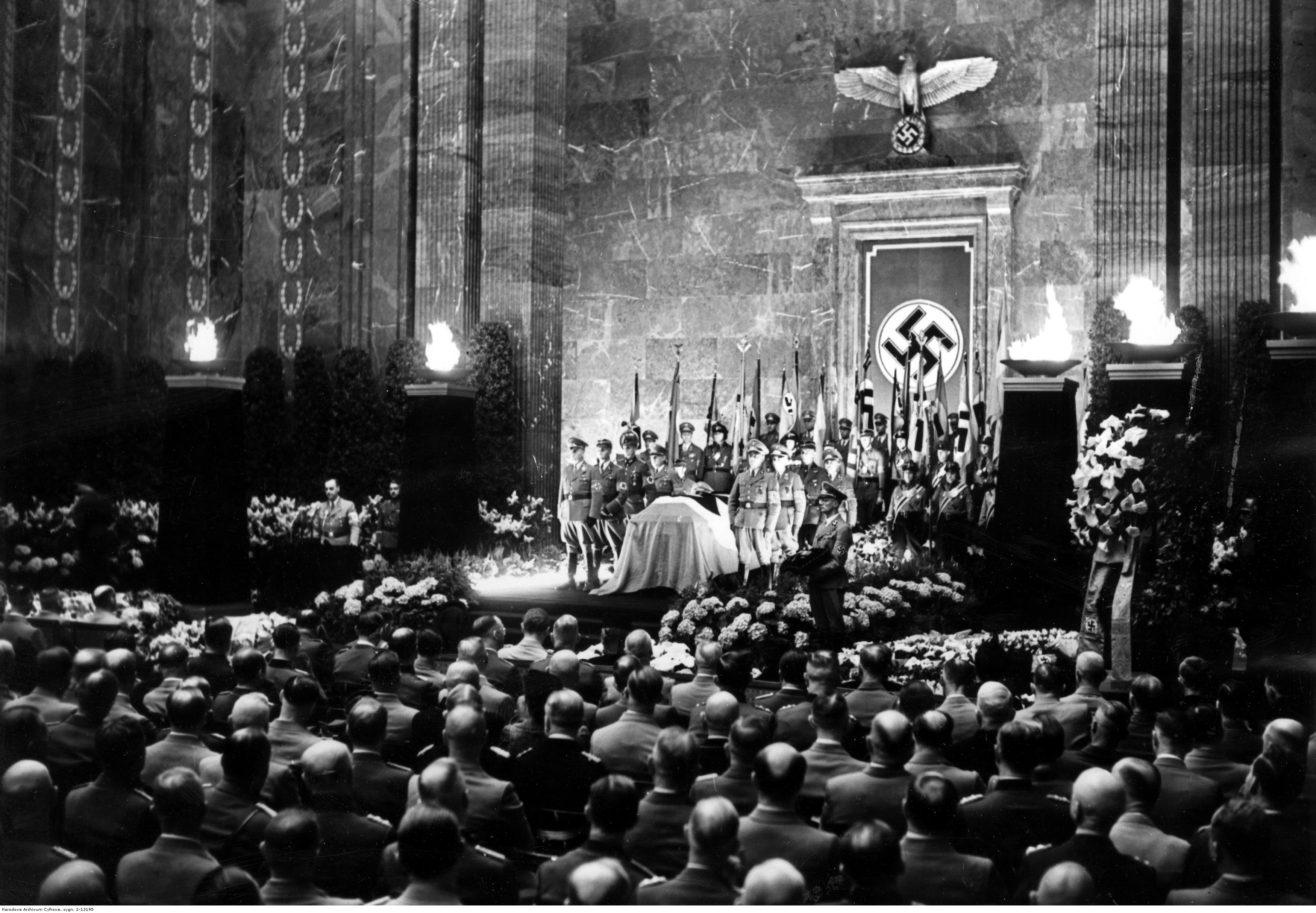
Staatsakt für Carl Röver am 22. Mai 1942

In Oldenburg fand eine große Trauerfeier statt. In Berlin veranstaltete die NS-Führung am 22. Mai 1942 in der Reichskanzlei in Gegenwart Hitlers einen Staatsakt, der reichsweit im Rundfunk übertragen wurde. Nachfolger im Amt des Gauleiters wurde Paul Wegener (1908–1993); Rövers Reichstagsmandat übernahm Victor von Podbielski.
Röver wurde 1937 Ehrenbürger der Städte Bremerhaven, Oldenburg und Melle sowie 1938 der Stadt Jever. 1939 erfolgte seine Beförderung zum NSKK-Obergruppenführer. 1942 wurde die Heiligengeiststraße in Oldenburg in Carl-Röver-Straße umbenannt. Nach der Kapitulation Deutschlands und dem Ende der Britischen Besatzungszone wurden die Ehrenbürgerschaften aberkannt und die Umbenennung der Straße in Oldenburg rückgängig gemacht.